# ساموئل وینس

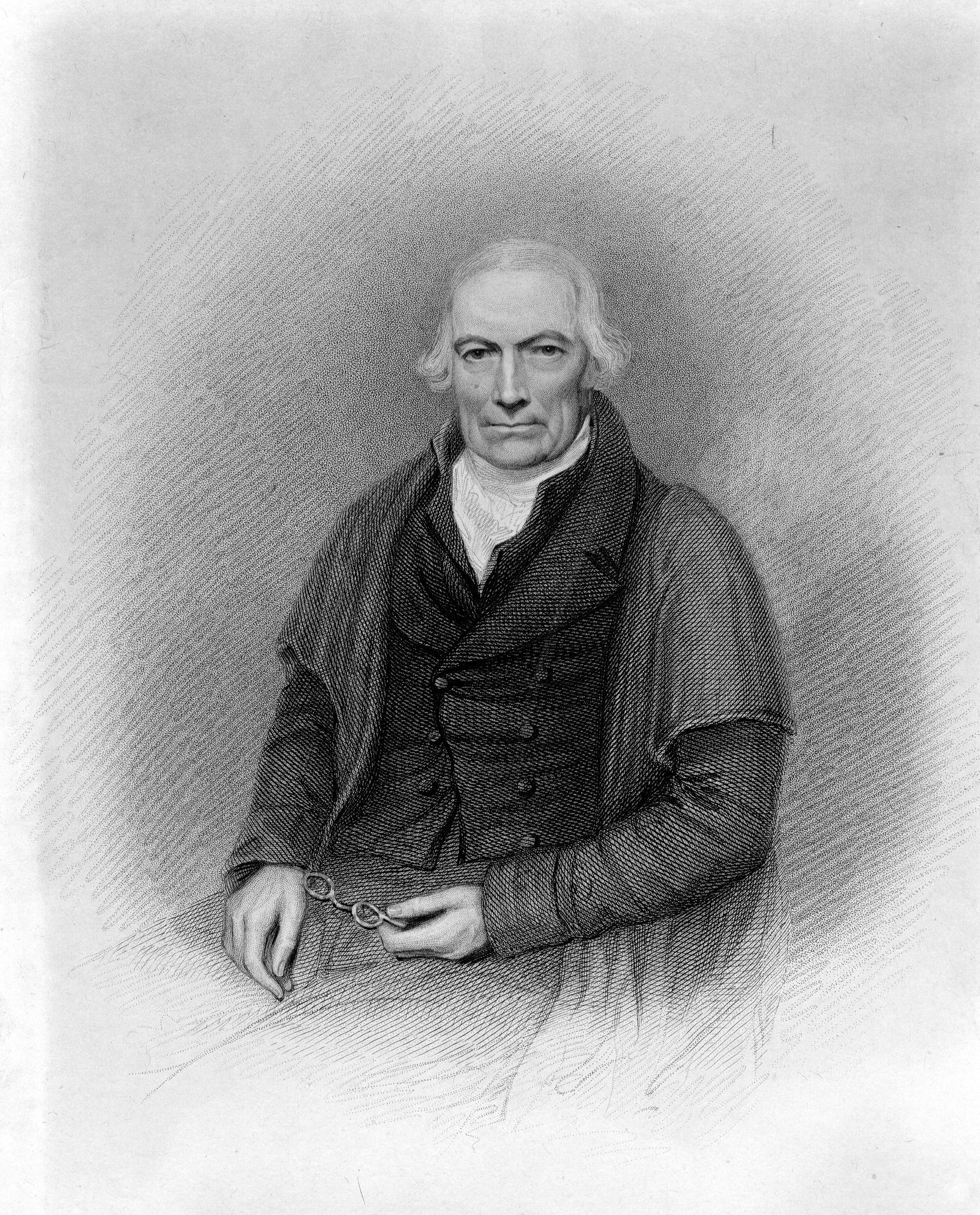
ساموئل وینس

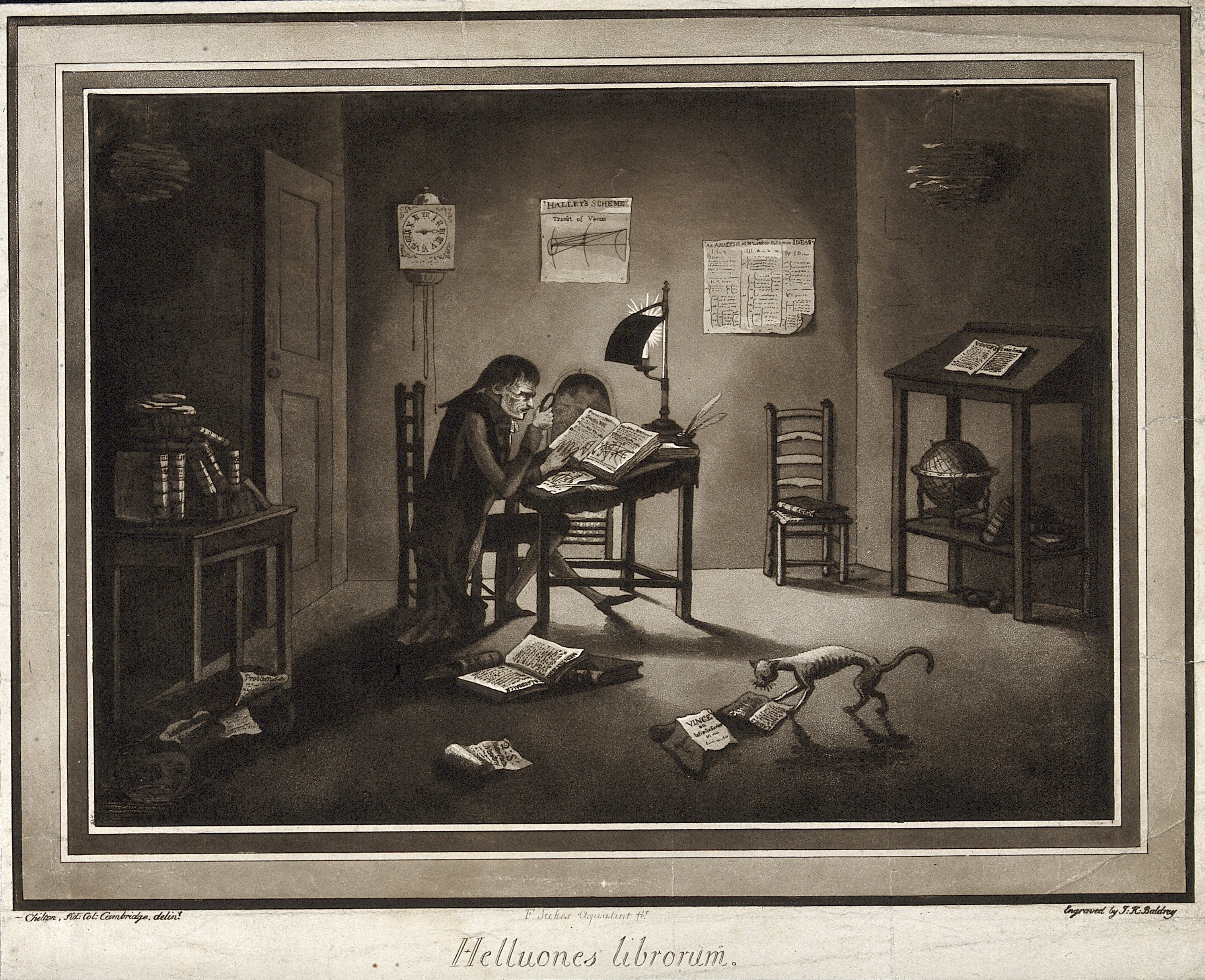
وینس در کمبریج

ساموئل وینس (زاده ۶ آوریل ۱۷۴۹ –درگذشته ۲۸ نوامبر ۱۸۲۱)، یک روحانی، ریاضیدان و ستاره‌شناس انگلیسی در دانشگاه کمبریج بود.

## زندگی
او در فریزینگفیلد به دنیا آمد. به عنوان پسر یک گچبر، وینس به عنوان دانشجوی سزار (دانشجویی که کمک‌هایی مانند غذا و اقامت کم هزینه دریافت کرده و تعهد می‌دهد که در قبال آن کار مشخصی انجام دهد) در ۱۷۷۱ در کمبریج پذیرفته شد. در ۱۷۷۵  بزرگترین دستاورد فکری قابل دستیابی در بریتانیا را بدست آورده و برندهٔ جایزه اسمیث در کمبریج شد. در ۱۷۷۷ به کالج سیدنی ساکسس کمبریج مهاجرت کرد. ۱۷۷۸ فوق لیسانسش را گرفت و در ۱۷۷۹ روحانی شد.
در سال ۱۷۸۰ برنده مدال کاپلی شد. از ۱۷۹۶ تا زمان مرگش در کمبریج استاد کرسی پلومی اخترشناسی بود. او در رامس‌گیت درگذشت.